# 4 szwadron pionierów
4 szwadron pionierów – pododdział kawalerii Wojska Polskiego.

## Historia szwadronu
W 1924 został sformowany szwadron pionierów przy 4 Dywizji Kawalerii. 21 listopada 1924 minister spraw wojskowych przydzielił na stanowiska młodszych oficerów szwadronu poruczników: Karola Wiernickiego z 24 puł. i Jerzego Leihra z 2 psk. Szwadron wchodził w skład 4 Dywizji Kawalerii we Lwowie. 6 listopada 1924 generał dywizji Stefan Majewski, w zastępstwie ministra spraw wojskowych, rozkazem O.I.Szt.Gen. 11750 Org. ustalił następujące odznaki dla organizującego się szwadronu pionierów przy 4 DK:
- otok na czapkach rogatywkach czarny,
- proporczyki na kołnierzu kurtki i płaszcza pąsowo-czarne (barwa pąsowa u góry, barwa czarna zaś u dołu),
- na naramiennikach kurtki i płaszcza numer (cyfry arabskie) i litery „4D”[a].

Szwadron stacjonował w garnizonie Lwów.
Od sierpnia 1926 formacją ewidencyjną dla żołnierzy szwadronu był 14 pułk ułanów we Lwowie. W związku z powyższym minister spraw wojskowych przeniósł do tego pułku poruczników: Karola Wiernickiego i Jerzego Leihra z pozostawieniem ich na zajmowanych stanowiskach. W listopadzie tego roku do 14 puł. został przeniesiony por. Włodzimierz Dawbulewicz i przydzielony do szwadronu pionierów 4 DK na stanowisko młodszego oficera.
1 października 1926 szwadron został oddany pod inspekcję gen. dyw. Danielowi Konarzewskiemu.
4 sierpnia 1927 minister spraw wojskowych ustalił barwy szkarłatno-czarne dla proporczyka szwadronów pionierów.
24 lutego 1928 minister spraw wojskowych ustalił otok szkarłatny na czapkach oficerów i szeregowych szwadronów pionierów.
W kwietniu 1928 do szwadronu przydzielony został por. kaw. Jerzy Białokur, natomiast w listopadzie tego roku ubył rtm. Władysław Wojakowski i por. Włodzimierz Dawbulewicz.
W 1930 pododdział został przemianowany na 4 szwadron pionierów. W tym samym roku, po rozwiązaniu dywizji, został podporządkowany dowódcy 2 Samodzielnej Brygady Kawalerii. We wrześniu 1930 ubył rtm. Alfred Klausal.
13 sierpnia 1931 minister spraw wojskowych marszałek Polski Józef Piłsudski rozkazem G.M. 7759 I. zatwierdził wzór i regulamin odznaki pamiątkowej szwadronów pionierów.
Po 1932 szwadron został przeniesiony do Kamionki Strumiłowej, a wiosną 1939 do Bereziec nad Ikwą.
Bezpośredni nadzór nad szkoleniem i wychowaniem żołnierzy w szwadronie, jak również nadzór nad właściwym wykorzystaniem i konserwacją sprzętu saperskiego sprawował jeden z trzech dowódców grup saperów. Był on również kierownikiem corocznych koncentracji jednostek saperskich.
Od 1937 szwadron wchodził w skład Kresowa Brygady Kawalerii. Do października tego roku szwadron został zreorganizowany.
Zgodnie z uzupełnionym planem mobilizacyjnym „W” dowódca 12 pułku ułanów w Krzemieńcu był odpowiedzialny za przygotowanie i przeprowadzenie mobilizacji szwadronu pionierów nr 4. Jednostka była mobilizowana w alarmie, w grupie jednostek oznaczonych kolorem zielonym. 27 sierpnia 1939 została zarządzona mobilizacja jednostek „zielonych” na terenie Okręgu Korpusu Nr VI, a jej początek został wyznaczony na wieczór tego dnia. Szwadron miał osiągnąć gotowość w ciągu 36 godzin (Z+36). Szwadron przyjął organizację wojenną L.3023/mob.org. oraz został ukompletowany zgodnie z zestawieniem specjalności L.4023/mob.AR i wyposażony zgodnie z należnościami materiałowymi L.5023/mob.mat.
W czasie kampanii wrześniowej szwadron pionierów nr 4 walczył w składzie Kresowej BK.

## Kadra szwadronu
Dowódcy szwadronu
- mjr kaw. Roman Kazimierz Węgłowski (VIII 1926[31] – XII 1927[32])
- rtm. Karol Wiernicki (od IV 1928[33][5][6][7] – był w 1932)
- rtm. Jerzy Jasielski (1939[20])

Obsada personalna w marcu 1939
- dowódca szwadronu – rtm. Jerzy Jasielski
- dowódca plutonu – por. kaw. Witold Włodzimierz Milewski
- dowódca plutonu – por. kaw. Zdzisław Sielecki[e] †1940 Charków[36]